# Схарендейке
Схарендейке (нід. Scharendijke) — село в нідерландській провінції Зеландія. Входить до муніципалітету Схаувен-Дьойвеланд.
Його площа становить 14,07 км², а населення станом на 2021 рік становило 1260 осіб.
Перша згадка про населений пункт датується 1487 роком.

## Галерея

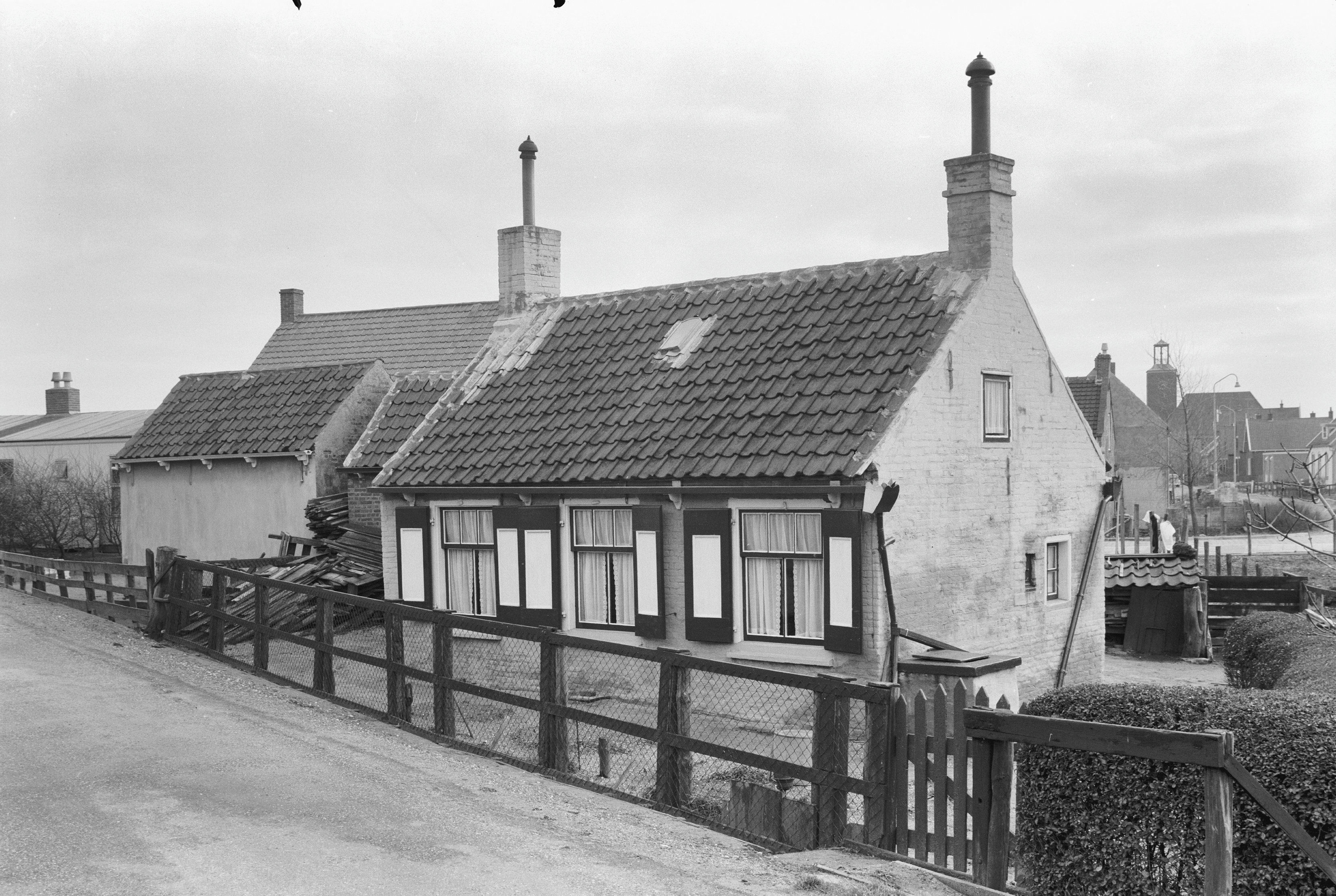
Будинок у селі
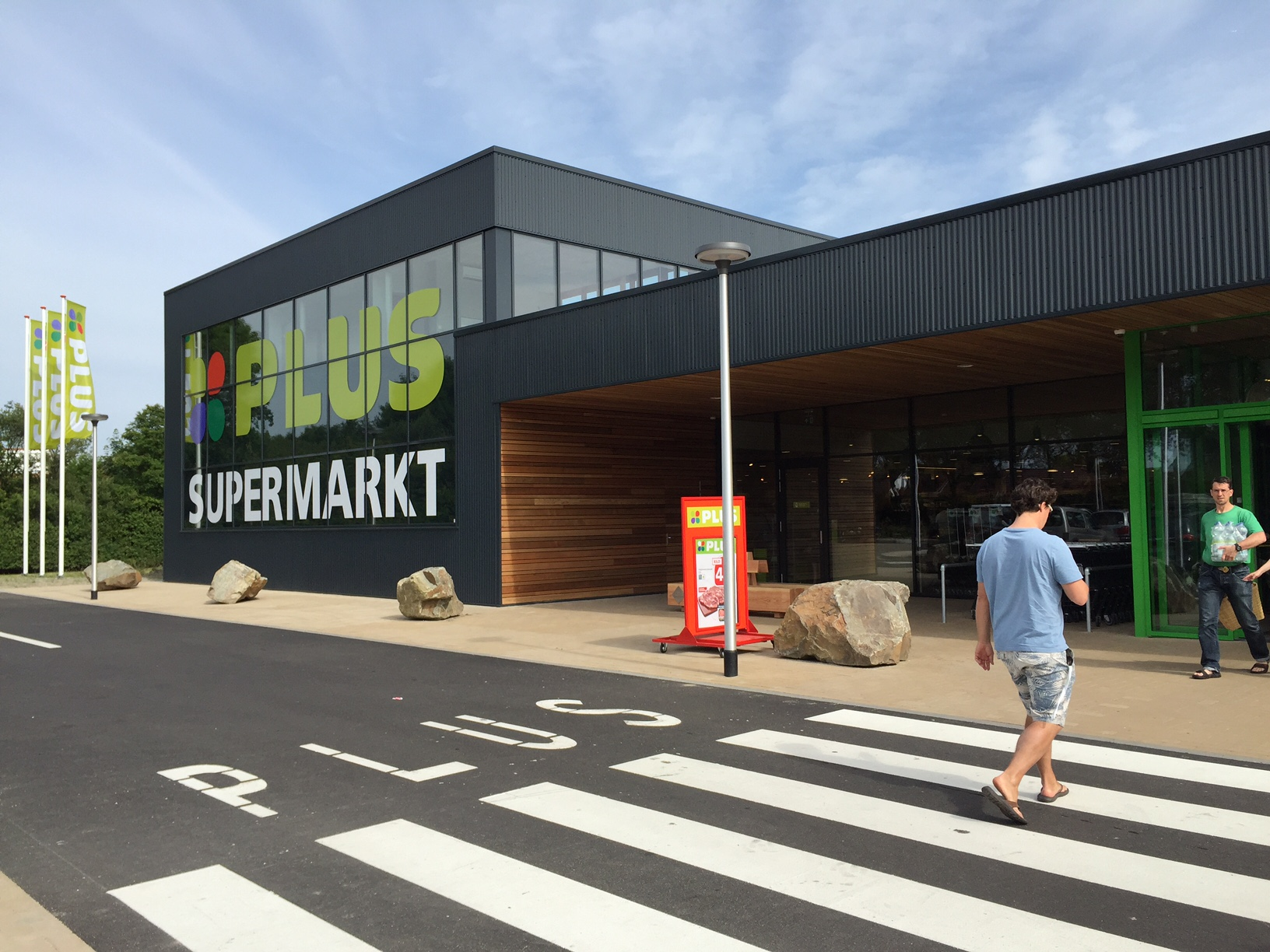
Супермаркет